# عدنان حميدة
عدنان حميدة (1962-) هو فنان فلسطيني ولد في مدينة دمشق، وشارك بالعديد من المعارض الفنية وعمل مدرساَ فنياً في العديد من المؤسسات التعليمية المختلفة.

## نشأته وتعليمه
نشأ عدنان في سوريا بعد أن هُجِّرت عائلته من مدينة صفد الفلسطينية عام 1948، وتلقى تعليمه في مدارس دمشق. ظهرت موهبته الفنية في المرحلة الإعدادية، فقام بصقلها بشكل شخصي، وعمل على تطويرها. وبعد حصوله على شهادة الثانوية العامة، التحق بكلية الفنون الجميلة بجامعة دمشق وتخرج منها في عام 1985.

## عمله
عمل عدنان مخرجاً في مجال الرسوم المتحركة، ومدرساً في مركز أدهم إسماعيل للفنون التشكيلية بدمشق، وأستاذاً محاضراً في قسم الاتصالات البصرية في كلية الفنون الجميلة بجامعة دمشق، ومدرساً للرسوم المتحركة والجرافيك في أكاديمية أرينا في الهند، ومحاضراً في كلية الفنون الجميلة في الجامعة العربية الدولية. كما حصل على شهادة تقدير من المخرج جون كولهين، في شركة الأمريكي والت ديزني.

## أسلوبه الفني
رسم عدنان حميدة بأساليب عديدة، وجرّب كثيراً خلال سنوات طويلة، فاصبح خبيراً بالتصوير الواقعي والتسجيلي متتبعاً ما تلقاه من علوم أكاديمية في كلية الفنون الجميلة بدمشق، وتأثر بالمدرسة الانطباعية وبقية المدارس الفنية، إلى أن وصلت أعماله الأخيرة إلى حالة جديدة خرجت من أبعاد التصوير التقليدية بتكويناتها. ويردّ ذلك إلى تأثره العميق بالفن التدمري، حتى أن الطبيعة التي يرسمها تدخل في مختبر الفنان لتخضع للتحوير والتبسيط، فرسم الطبيعة بالأسلوب التعبيري الذي وجهه نحو التعبيرية التجريدية مرتكزاً على عناصره المتمثلة بالحوار والتناغم بين مكونات وعناصر الطبيعة القائمة على البنية التحليلية، ومزج بينهما بما يحمل الحنين للأرض وللوجود الفلسطيني.
لقد انتقل في موضوعاته من الطبيعة والوجوه، إلى الطبيعة الصامتة، عبر تشكيلات الإنشاء البنائي للون والعمارة التي لعبت دوراً واضحاً على سطح لوحاته، ودفعته للتحرر من المباشرة في الموضوع الفلسطيني الذي شكل سؤالاً دائماً في ذاكرته، ودفعه للبحث عن الجماليات المنفذة بطريقة سريالية في بعض الأحيان. وبحلول الحرب على سوريا، ظهر أثرها بشكل واضح في لوحاته، حيث قال عدنان: “كانت الأحداث المؤلمة دافعا للعمل على مواضيع إنسانية فأكثرت من رسم الوجوه السورية المعبرة عن واقع فيه تناقضات سريالية".
كما وأشار الفنان حميدة إلى أن العمل الفني لديه لا يوثق الأحداث بشكل مباشر، بل يرصد أثرها ليكون منتمياً إلى السنن الكونيّة والمواضيع الإنسانية التي تتكرر منذ بدء الحياة على مدى التاريخ، مثل الحرب والظلم والألم والحزن والوحدة، مؤكداً أنه يرسم لنفسه في المقام الأول ليعبر عن رؤاه وأفكاره.

## المعارض والمقتنيات

### المعارض الفردية
- معرضه الأول في عام 1998، في صالة نصير شوري، دمشق، سوريا.
- معرض طبيعة غير صامتة في عام 2019، في صالة عشتار، دمشق، سوريا.

### المعارض الجماعية
- معرض شم النسيم عام 2010، جاليري فري هاند، دمشق.
- معرض شبابيك عام 2012، جاليري فري هاند، دمشق.
- معرض موسيقى اللون عام 2015، جاليري لمياتوس، دبي.
- معرض افتتاح المركز الوطني للفنون البصرية عام 2016، دمشق.
- معرض تظاهرة أيام الفن التشكيلي السوري عام 2018، جاليري كامل، دمشق.
- معرض مشاركة مع ستة فنانين سوريين عام 2019، بريمن، ألمانيا.
- معرض الحرب والأمل، سوريا التي مزقتها الحرب عام 2020، جاليري، فلوريدا.

### المقتنيات
- وزارة الثقافة السورية.
- متحف الفن السوري الحديث، سوريا.
- مجموعة السيد، سوريا.
- مجموعة متحف فرحات، الولايات المتحدة الأمريكية.